# Crețeni (gmina)
Crețeni – gmina w Rumunii, w okręgu Vâlcea. Obejmuje miejscowości Crețeni, Izvoru, Mrenești i Streminoasa. W 2011 roku liczyła 2500 mieszkańców.